# Vahan (Gegharkunik)
Pour les articles homonymes, voir Vahan.
Vahan (en arménien Վահան ; anciennement Orjonikidze) est une communauté rurale du marz de Gegharkunik, en Arménie. Elle compte 1 238 habitants en 2008.
Située à 128 km d'Erevan, la capitale, cette communauté jouxte la frontière entre l'Arménie et l'Azerbaïdjan ; de nombreux habitants viennent d'Artsvashen, une enclave arménienne en Azerbaïdjan occupée par celui-ci depuis la guerre du Haut-Karabagh.